# Гуардія-Ломбарді
Гуардія-Ломбарді, Ґуардія-Ломбарді (італ. Guardia Lombardi) — муніципалітет в Італії, у регіоні Кампанія,  провінція Авелліно.
Гуардія-Ломбарді розташована на відстані близько 250 км на південний схід від Рима, 85 км на схід від Неаполя, 36 км на схід від Авелліно.
Населення — 1742 особи (2014).
Щорічний фестиваль відбувається 19 квітня. Покровитель — San Leone IX.

## Демографія
Населення за роками:

Станом на 1 січня 2023 року в муніципалітеті офіційно проживало 68 іноземців з 10 країн, серед них 41 громадянин країн Євросоюзу та 15 громадян України.

## Сусідні муніципалітети
- Андретта
- Бізачча
- Карифе
- Фридженто
- Морра-Де-Санктіс
- Рокка-Сан-Феліче
- Сант'Анджело-дей-Ломбарді
- Валлата